# إيرباص إيه 300

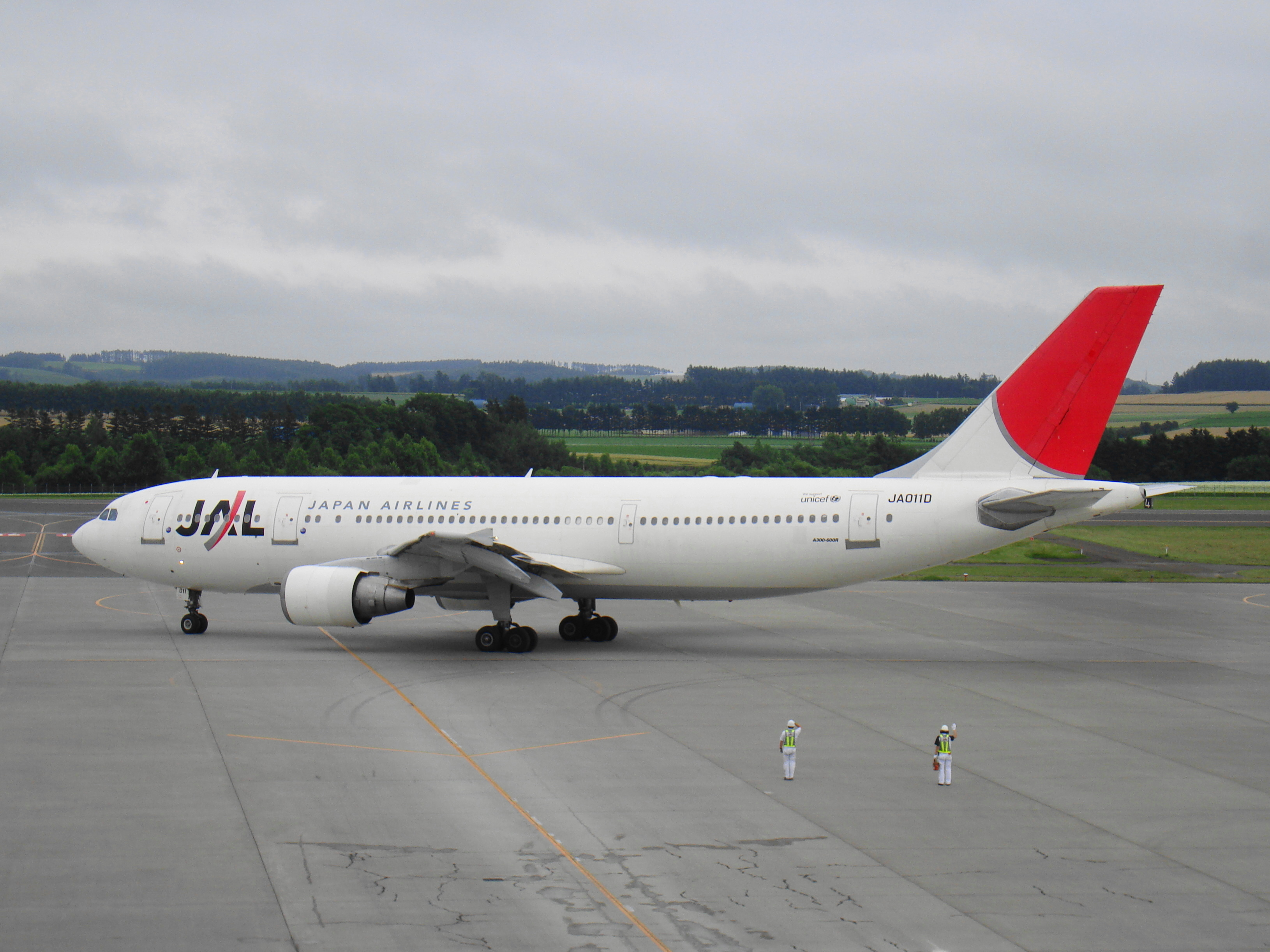
الخطوط الجوية اليابانية A300-600R

الايرباص A300 هي عائلة طائرات نقل تجاري للمسافات القصيرة والمتوسطة بهيكل كبير نسبيا تصنع من قبل إيرباص بداية من 1972.

## تاريخ
الفكرة الأولى لهذه الطائرة نتجت عن مشروع قاليون لشركة داسولت افياسيون وسود افياسيون بداية من 1965. وحسب الاتفاق كان من المفروض ان تصمما طائرتين بالتوازي إحداهما للمسافات الطويلة وتحمل 300 راكبا والأخرى للمسافات القصيرة ب 150 راكبا. وفي تلك الفترة كان سوق الطائرات التجارية للمسافات البعيدة تسيطر عليه مبيعات ال 707 وال دوغلاس دي سي-8، وبدا الأمريكيون بتصميم طائرات بجسم أكبر (أي بممرين في المقصورة): لوكهيد إل-1011 تراى ستار، ماكدونل دوجلاس دي سي - 10 وال بوينغ 747.
و لكن داسولت افياسيون انسحبت من المشروع واستمرت في تطوير الطائرة للمساقات القصيرة والتي أصبحت تعرف بماركور 100، فيما اندمجت سود افياسيون مع هاوكر سايدلي (و التي كانت شريكتها في مشروع الكونكورد) ومع عدة صناعيين المان.
اثر الاندمجات التي شهدتها ايرباص أصبح بناء الطائرة الجديدة يعتمد على مجمل المشاركين في التكتل واخذ منحاه بالاتفاق مع رولز رويس على دراسة وتزويد النماذج الأولية بالمحركات.

## في الخدمة

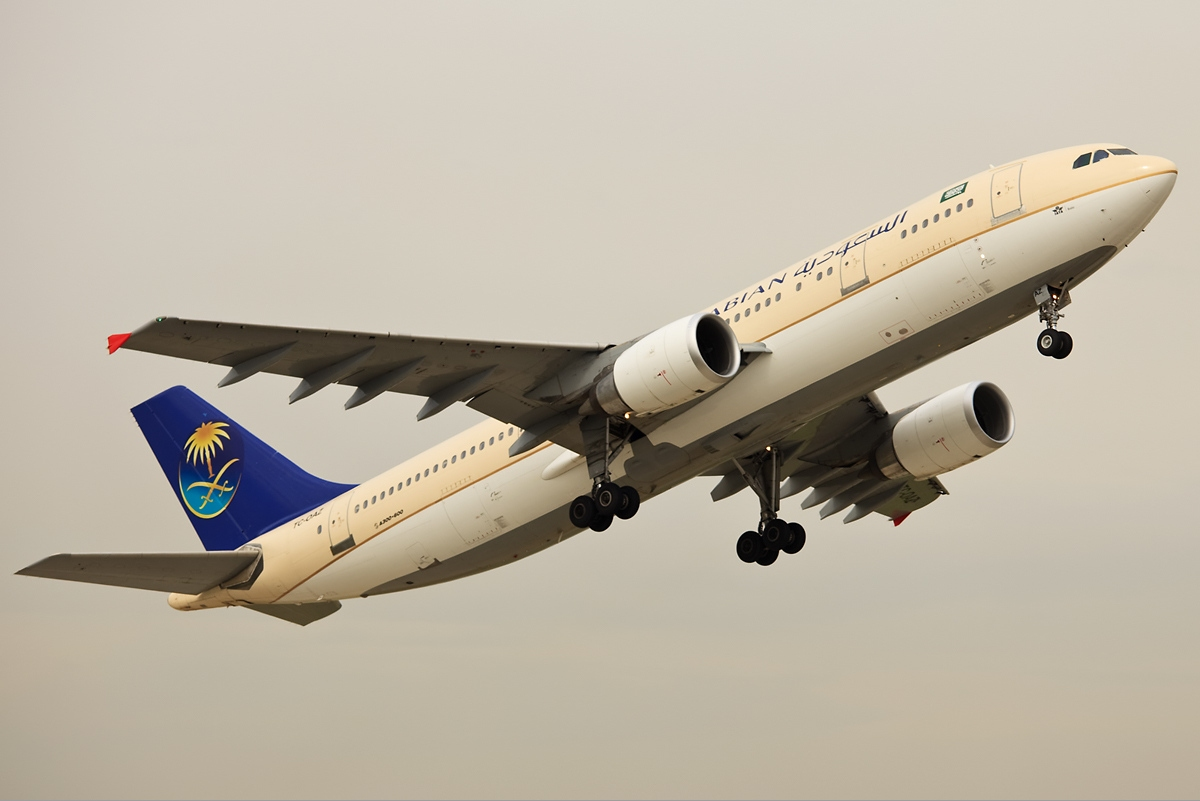
طائرة أيرباص آيه 300 التابعة للخطوط الجوية العربية السعودية

عند تحليقها لأول مرة سنة 1972، كانت إيرباص إيه 300 أول طائرة ثنائية المحركات بهيكل كبير في العالم. وهي التي كانت الدافع لتتطوير شركة بوينغ لطائراتها البوينغ 767 والبوينغ 777 وفتحت المجال للسفرات الطويلة العابرة للمحيطات والمناطق القاحلة بطائرات ثنائية المحركات.
بعد إطلاقها بقي حجم المبيعات متواضعا خلال السنوات الأولى وكانت الشركات الفرنسية والألمانية ك لوفتهانزا وإير فرانس الحرفاء الأوائل وبقي إنتاج هذا النوع مقتصرا على بعض الطائرات سنويا.
و لكن في سنة 1977 قامت الشركة الأمريكية إيسترن أيرلاينز باستئجار 4 نماذج للتجربة ثم قررت شراء 23 طائرة من ايرباص مما أحدث طفرة في حجم المبيعات. وتواصل لسنوات ليبلغ إجمالي الطلبيات على هذا النوع حوالي 800 طلبية. ولكن في السنوات الأخيرة تقلصت المبيعات وأصبحت تقتصر على نماذج الشحن وخاصة الـ إيرباص إيه 300-600
وشهد سوق البيع للطائرات المستعملة نموا لتحويل أغلب الطائرات إلى أغراض الشحن. في بداية مارس 2006، اعلنت ايرباص عن التوقف النهائي لإنتاج طائرات الإيرباص إيه 300 والايرباص A310 في أبريل 2007.

## الأصناف

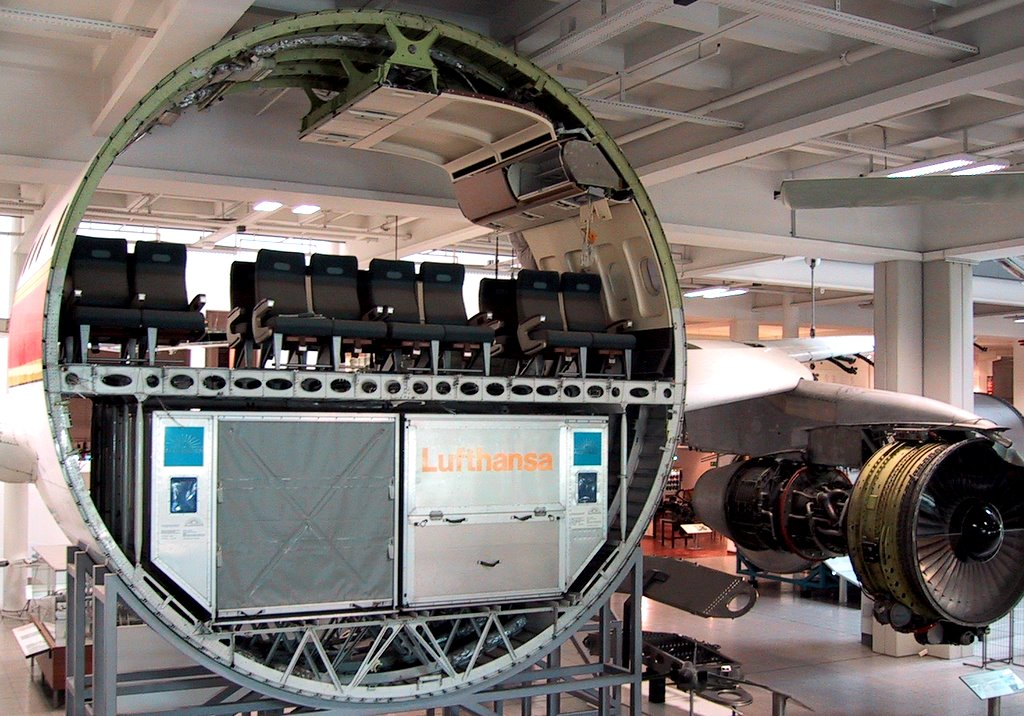
مقطع في أيرباص إيه 300 وأحد محركاتها في المتحف الألماني بميونيخ

- A300B1 صنع منها اثنان فقط: النموذج الأول وطائرة بيعت لشركة طيران وكلاهما تم تحطيمهما تتسع 259 راكبا بحمولة قصوى تبلغ 132 طن.
- A300B2 أول صنف للإنتاج. ادخل للخدمة عن طريق إير فرانس في مايو 1974.
  - A300B2-100: 137 طن MTOW
  - A300B2-200: 142 طن MTOW،
  - A300B2-300: زيادة الوزن عند الإقلاع
- A300B4 النوع الأكثر إنتاجا. مزود بخزان وقود وسطي لزيادة قدرة التزود بالوقود (47,500 كغ).
  - A300B4-100: 157.5 طن MTOW
  - A300B4-200: 165 طن MTOW
- A300B4-203FF، -220FF، أو A300B2-203FF هي A300 بأنظمة تحكم جديدة. من أول المستعملين الخطوط الجوية التونسية.
- A300B10 )A310( بمؤخر ذيل أقصر ومقدمة اصغر. وهي متوفرة بصنف أولي -200 وصنف أكبر -300 بمسافة قصوى 9,600  كم وتستعمل لنقل الركاب أو للشحن. وهي تخدم أيضا كناقلة مدرعات لدى سلاح الجو الألماني.
- A300C4 : معدة للشحن بباب أكبر.
- A300-600 : نسخة مطورة عن سابقتها وخاصة الـ A300B4-600، واستغني في هذه الطائرة عن وظيفة المهندس الجوي وأول شركة تشغل هذا الطراز هي الخطوط الجوية العربية السعودية عام 1983م.
- A300-600ST : تعرف أيضا باسم ايرباص بولقا وهي طائرة شحن عملاقة.
- A300-600R : تطوير لصنف -600، بإضافة خزان وقود في الموخرة.
- A300-600  يمكن استخدامها لنقل الركاب أو للشحن.

## مبيعات الـ A300
| 2006 | 2005 | 2004 | 2003 | 2002 | 2001 | 2000 | 1999 | 1998 | 1997 | 1996 | 1995 | 1994 | 1993 | 1992 | 1991 | 1990 | 1989 |
| ---- | ---- | ---- | ---- | ---- | ---- | ---- | ---- | ---- | ---- | ---- | ---- | ---- | ---- | ---- | ---- | ---- | ---- |
| 4    | 9    | 12   | 8    | 9    | 11   | 8    | 8    | 13   | 6    | 14   | 17   | 23   | 22   | 22   | 25   | 19   | 24   |
| 1988 | 1987 | 1986 | 1985 | 1984 | 1983 | 1982 | 1981 | 1980 | 1979 | 1978 | 1977 | 1976 | 1975 | 1974 | 1973 | 1972 | 1971 |
| 17   | 11   | 10   | 16   | 19   | 19   | 46   | 38   | 39   | 26   | 15   | 15   | 13   | 8    | 4    | 0    | 0    | 0    |

## انظر ايضًا

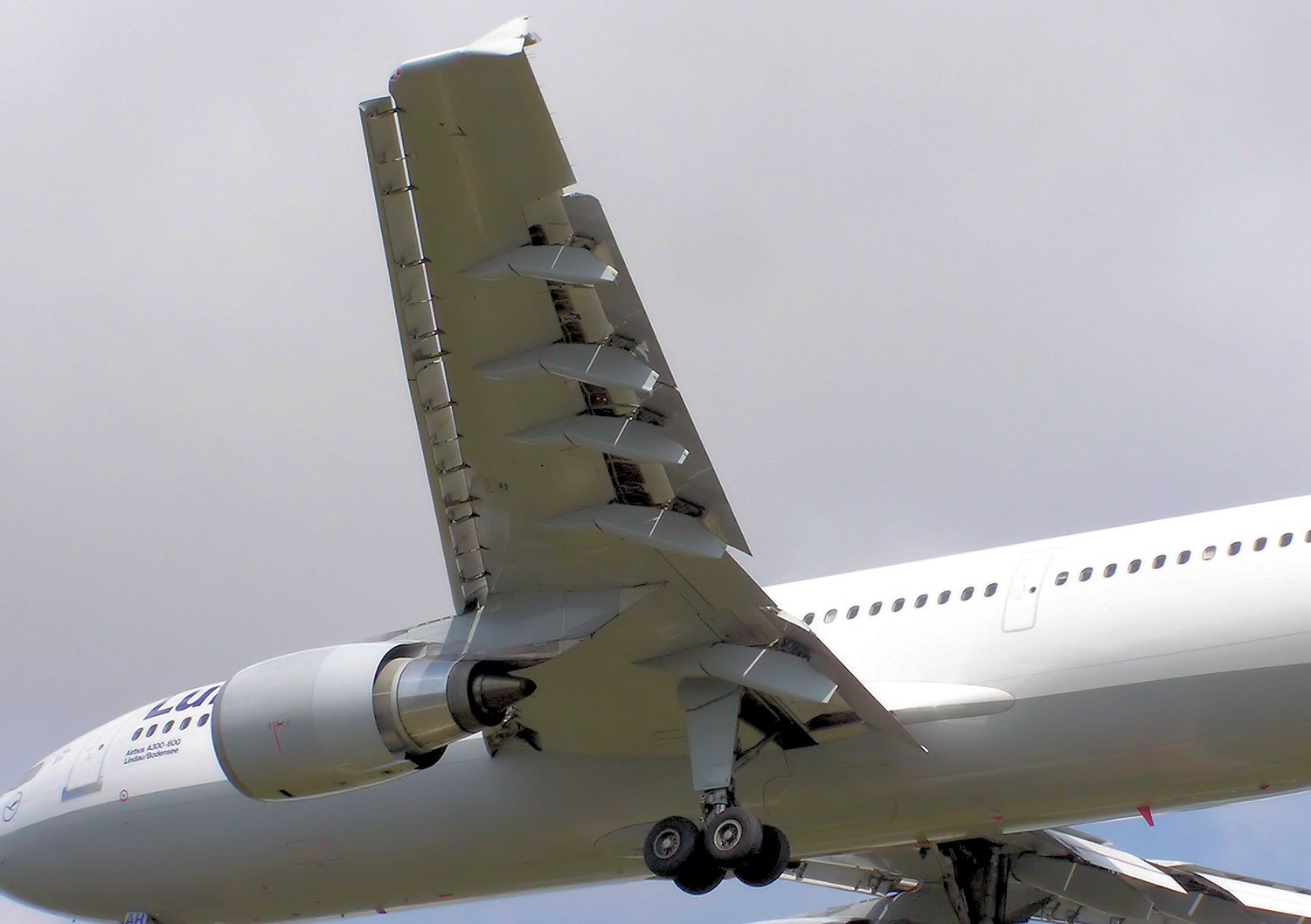
جناحي A300-600 وزعانفها مفرودة

- لوكهيد إل-1011 تراى ستار
- إليوشن إل-86

## وصلات خارجية
- الموقع الرسمي